# Charles Córdova
Charles Córdova (n. Carepa, Antioquia, Colombia; 15 de septiembre de 1981) es un futbolista colombiano. Juega como delantero con perfil zurdo y su equipo actual es el  Club Deportivo Parrillas One de la Liga Nacional de Fútbol de Honduras

## Clubes
| Club                   | País     | Año       |
| ---------------------- | -------- | --------- |
| Real Juventud          | Honduras | 2008-2009 |
| CDS Vida               | Honduras | 2009-2010 |
| Deportes Tolima        | Colombia | 2006      |
| Atlético Bucaramanga   | Colombia | 2007-2008 |
| Independiente Medellín | Colombia | 2009-2010 |
| Deportivo Pasto        | Colombia | 2011-2012 |
| Santa Fe               | Colombia | 2013      |
| Once Caldas            | Colombia | 2014      |